# Bitwa pod Wezuwiuszem
Bitwa pod Wezuwiuszem – pierwsza bitwa powstania Spartakusa, która miała miejsce w roku 73 p.n.e.

## Opis
W roku 73 p.n.e. wybuchło trzecie powstanie niewolników w republice rzymskiej. Po zdobyciu pewnej ilości broni powstańcy dowodzeni przez Spartakusa wycofali się z Kapui, chroniąc się na zboczach Wezuwiusza. Tutaj też Spartakus rozpoczął organizację własnych oddziałów, w szybkim czasie skupiając wokół siebie setki zwolenników. Rzymianie przeciwko powstańcom wysłali regularną armię pod wodzą propretora Gajusa Klaudiusza Glabera. Dowódca rzymski, licząc na łatwe zwycięstwo, zupełnie zlekceważył powstańców Spartakusa (jego obóz pozbawiony był wystarczającej liczby straży), odcinając tylko jedną główną drogę prowadzącą ze zbocza. Sytuację wykorzystali powstańcy. Za pomocą mocnych lin splecionych z dzikich winorośli, zeszli oni nocą ze stromej skały, podchodząc pod obóz rzymski. Po zlikwidowaniu strażników ludzie Spartakusa uderzyli na nieprzygotowanych do obrony Rzymian w obozie. W wyniku rzezi poległo około 1 500 żołnierzy; reszta, znajdująca się na wyższych posterunkach, zbiegła. W zdobytym obozie powstańcy znaleźli wielkie ilości zapasów i broni. Zwycięstwo pod Wezuwiuszem odbiło się szerokim echem w całym regionie, przyciągając do powstańców tysiące ochotników.